# Filosofia de la ciència
La filosofia de la ciència és una branca de l'epistemologia que estudia la validesa dels enunciats científics i prova si aquesta s'adequa a la realitat. En general, una teoria científica és un conjunt d'enunciats que pretén descriure un aspecte de la realitat, a partir d'un nombre parc (tan reduït com sigui possible) d'hipòtesis. Entre les dues guerres mundials, el Cercle de Viena, influït per filòsofs empiristes i positivistes, com Hume, Compte o Mill, va donar un gran impuls a la filosofia de la ciència. Els membres del cercle van definir el seu pensament com a neopositivisme o positivisme lògic que es caracteritza per una actitud contra la metafísica i pels anàlisi profunds sobre el llenguatge, l'estructura, els mètodes de les ciències naturals i els fonaments de les matemàtiques. La qüestió de fons del cercle és el principi de verificació segons el qual només tenen sentit les proposicions que es poden verificar empíricament per mitjà de l'experiència. Aquest principi neopositivista es posiciona en contra de qualsevol teoria metafísica i teològica. Ambdues, que fan impossible de verificar els enunciats de manera fàctica esdevenen simples preguntes. El cercle de Viena va empènyer la filosofia de la ciència a explicar de maner conscient i sistemàtic el mètode i les condicions de validesa de les afirmacions científiques.
Tanmateix, les tesis neopositivistes van quedar superades per Ludwig Wittgenstein quan a la segona part de la seva carrera revisa profundament el Tractatus Logico-Philosophicus. També es van veure superades pel treball del grup de filòsofs de l'Escola de Frankfurt que amb autors com Theodor Adorno, Max Horkheimer o Jürgen Habermas, van plantejar una revisió crítica no només de la societat i la cultura, sinó també de la ciència i la tecnologia. Van quedar sobretot superades per l'epistemologia de la falsabilitat de Karl Popper que va substituir el principi de verificació introduït pel Cercle, al qual va influir de forma decisiva. L'objectiu de la ciència era, per a Popper, l'obtenció de teories cada vegada més properes a la veritat.
A mitjan segle xx, Thomas Kuhn obre el pensament científic amb noves idees i plantejaments en el camp dels estudis sobre ciència, tecnologia i societat. En aquest marc, al seu llibre L'estructura de les revolucions científiques, Khun parla de nous paradigmes. Aquests, oposats als enfocaments formalistes derivats de l'empirisme lògic, van minvar la preponderància de l'anàlisi lògica del coneixement científic, i hi van incloure elements històrics, sociològics i psicològics.
Si en les primeres dècades del segle xx el positivisme lògic dominava la reflexió sobre la ciència, a mitjan segle la introducció de las nocions de Kuhn, els plantejaments teòrics d'altres autors com Imre Lakatos, Paul K. Feyerabend, Ernest Nagel o Larry Laudan i la progressiva entrada de la dona en el món científic, es va produir un gir conceptual i metodològic per a enfocar l'anàlisi de la ciència, la seva història i l'esdevenir sociocultural de la societat. Una nova realitat assetjada per problemes ètics, polítics, socials i ecològics totalment nous. En aquest nou marc, la filosofia de la ciència deixa de ser únicament una filosofia teòrica basada en el coneixement científic, per passar a ser, a més a més, una filosofia pràctica; és a dir; una filosofia de l'activitat científica.